# 夫里希利亚纳
夫里希利亚纳，是西班牙安达卢西亚自治区马拉加省的一个市镇。 总面积41平方公里，总人口2213人（2001年），人口密度54人/平方公里。

## 相關電視節目
- 2019年：韓綜MBN《曖昧升起之前》拍攝地點。